# 甚目寺

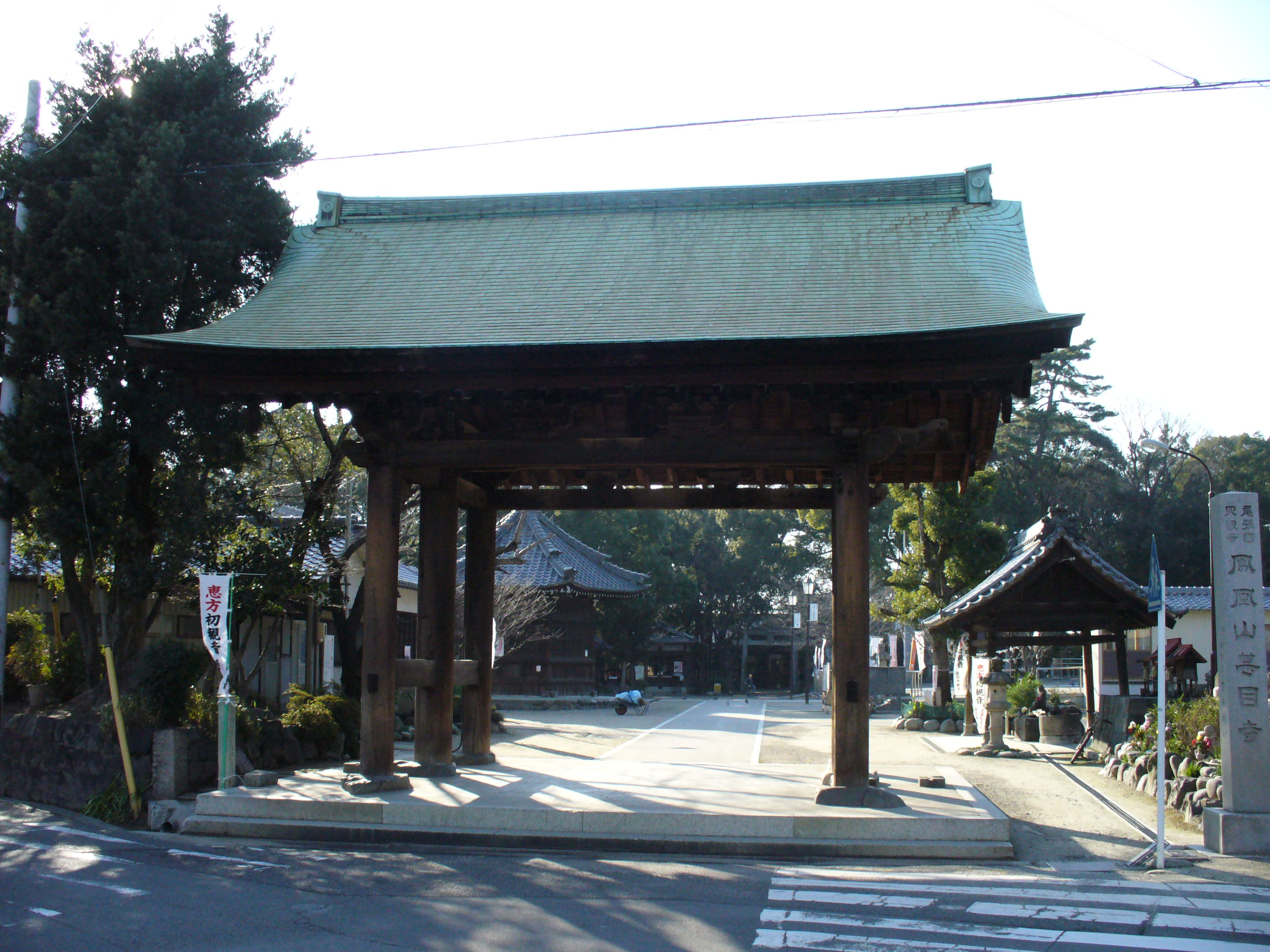
东门

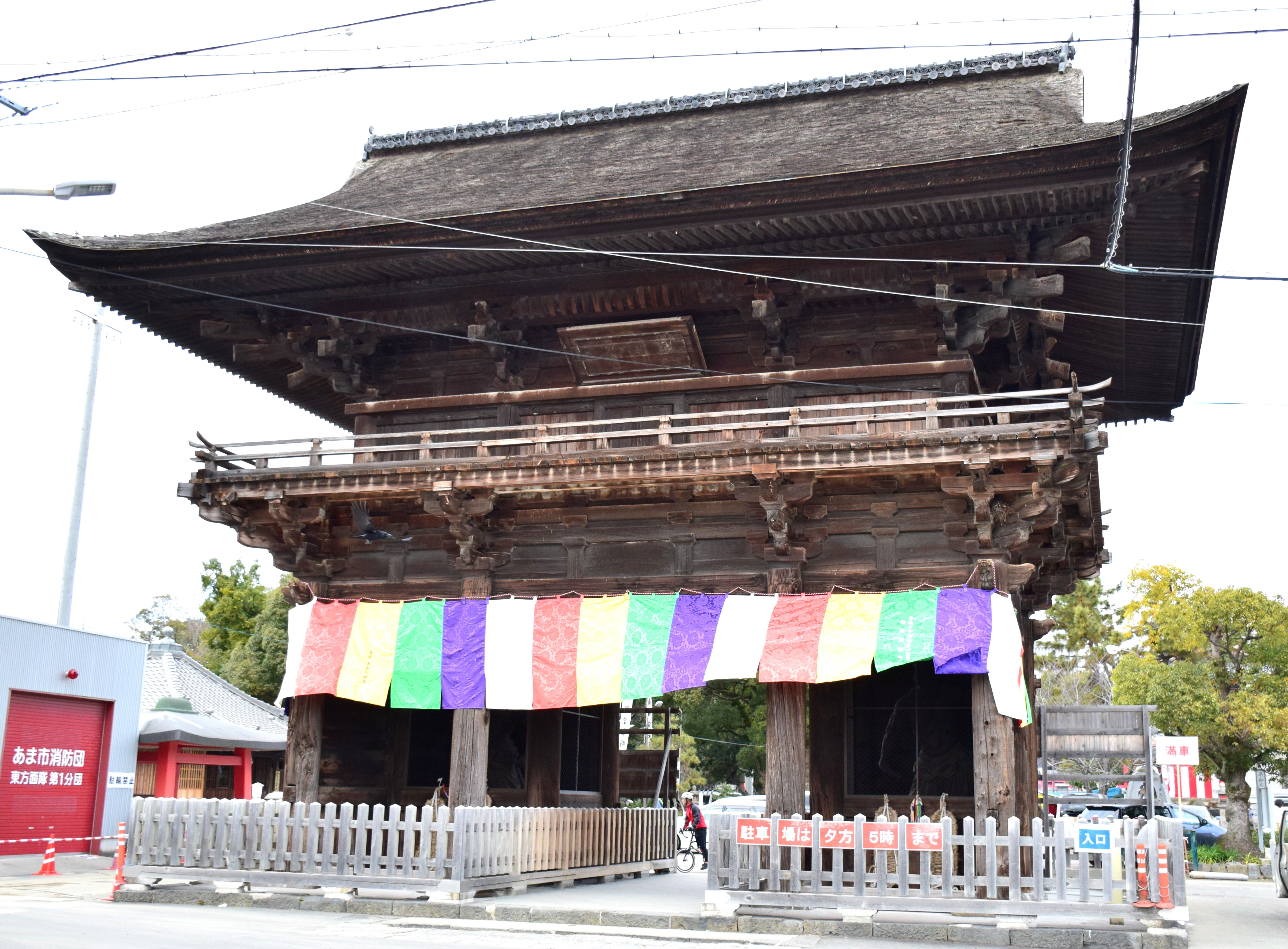
南大门

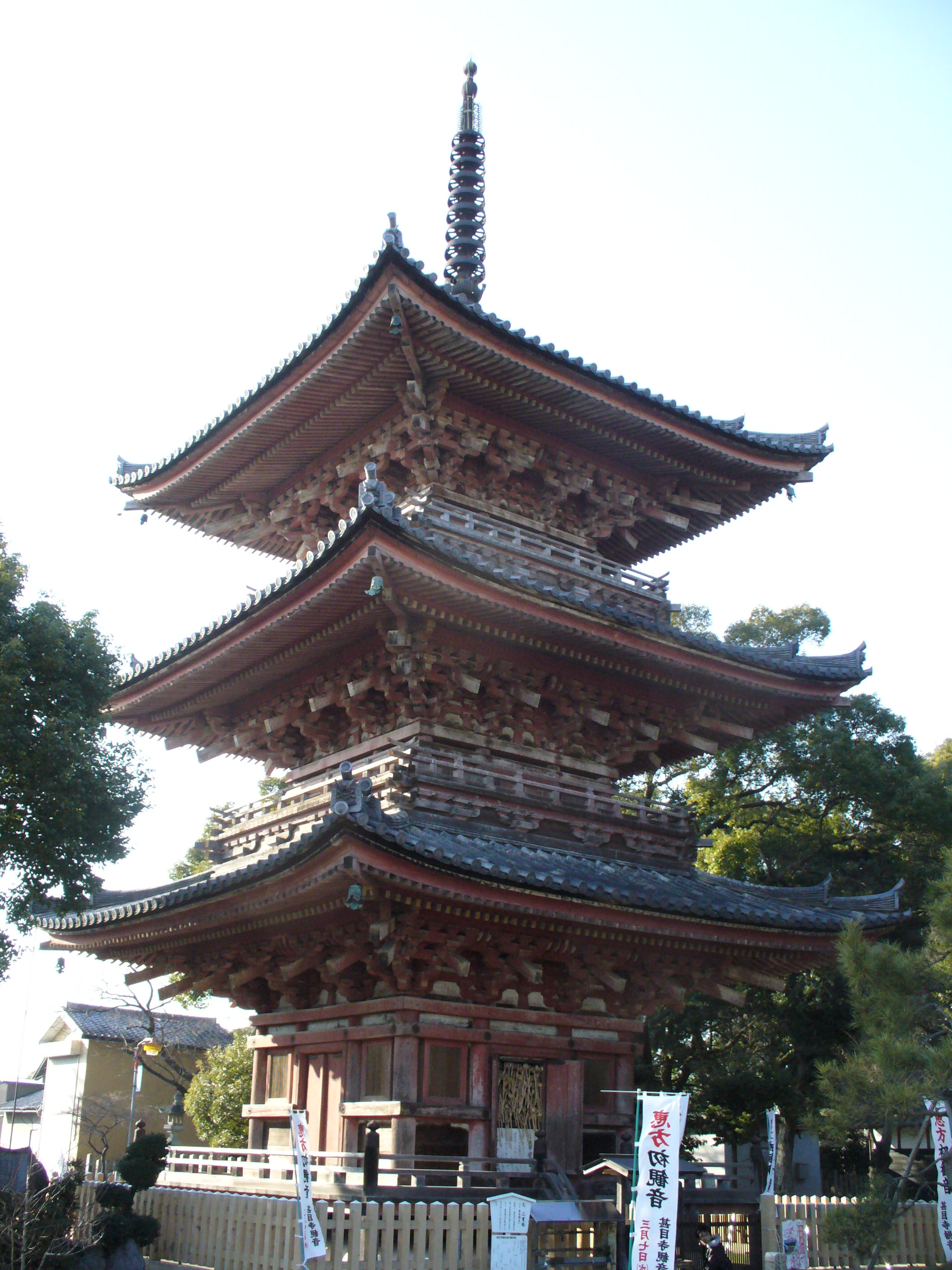
三重塔

甚目寺（日語：じもくじ）是位於日本愛知縣海部市的真言宗智山派佛寺，山號為鳳凰山。關於鎮守，曾有式内社漆部神社（日語：ぬりべじんじゃ，原為八大明神社），但神佛分離令後，從境内分開了。其所在的甚目寺町之名，即因為該寺的原因。
通常被称为「甚目寺觀音」，这个名字比起正式名稱更常被提到。所祭祀的本尊是聖觀音，為高度一尺一寸五分的秘佛，是奉祀在本堂的十一面觀音 （50年公開一次的秘佛）的胎內佛。屬於东海三十六不动尊靈場的第五朝圣所、尾张三十三觀音第十六號朝圣所和尾張四觀音之一。位於從大須觀音看來的丁 （亥和子之间）的方向，當惠方在丁壬方向的當年（丁壬年，最近一次是在2007年和2012年）節分 ，會十分熱鬧。

## 历史
根據傳承，在推古天皇5年（597年），伊勢國的漁夫甚目龍麿（甚目龍麻呂，日語發音為はだめたつまろ）在捕魚時，於當時海域附近打撈到了觀音像，將這個觀音像供奉在附近沙濱上的堂舍為本寺的開端。有一說認為這個觀音像，是敏達天皇14年（585年），由物部守屋、中臣勝海投向海裡的三尊佛像之一（聖觀音）。其餘兩尊，分別為善光寺的阿彌陀佛，安樂寺（太宰府天滿宮）的勢至菩薩。龍麻呂以自己的名字「はだめでら」作為寺堂名稱，寫作「波陀米泥良」，被寫作「甚目寺」則應該是中世起。但根據傳說，透過上述的創建經緯，佛教考古學者石田茂作的研究認為，實際上該寺歷史可追溯到奈良時代以前，天智天皇生病時，曾至甚目寺祈禱而病癒。因為此事，甚目寺成為勅願寺。

### 沿革
- 597年（推古天皇5年） - 創建。
- 679年（天武天皇7年） - 整建寺堂，有鳳凰山山號[3]。
- 853年（仁壽3年）8月8日 - 進行堂宇建設工程，但有短暫的衰退。
- 1103年（康和5年） - 因藤原連長和僧人智能、大江重房而再興。
- 1124年（天治元年） - 因地震損壞。
- 1126年（大治元年） - 大江為道和他的女兒長谷部氏復興。
- 1196年（建久7年） - 進行南大門再建。
- 1201年（建仁元年） - 聖觀上人的勸進再興[4]。
- 1586年（天正13年） - 遭遇天正地震而損害。此時的復興重建，參考模仿了大和國長谷寺的伽藍。重建本堂，和仁王門的大規模修繕。因織田信長和德川家康的保護而繁榮。
- 1627年（寛永4年） - 進行三重塔的重建。
- 1634年（寛永11年） - 東門重建。
- 1644年 （正保年間） - 進行仁王門的修復工程。
- 1873年（明治6年）7月19日 - 發生了本堂全被燒毀的火災。
- 1875年（明治8年） - 興建暫時的本堂。
- 1891年（明治24年） - 因濃尾地震造成建築倒塌、損壞。
- 1992年（平成4年） - 重建本堂。

## 文化資产
重要的文化資產（國家指定）
- 南大门 - 1196年（建久7年）的重建。因源赖朝命令，梶原景時奉行建立。仁王門也是，而其所供奉的仁王（金剛力士）像，是 1597年（慶長2年）福島正則所捐獻的。[5]
- 三重塔 - 1627年（寬永4年）重建。高為25公尺。為吉田半十郎的捐赠。[6]
- 东门 - 1634年 （宽永11年）重建。[6]
- 絹本著色不動尊像 [7]
- 絹本著色佛涅槃圖 [8]
- 木造愛染明王座像- 鎌倉期期所作。在2011年解體維修時，發現了胎內合子（日語：ごうす）中的愛染明王像（木造彩色，鎌倉時期）。[9] [10]

其他文化資產（縣指定）
- 木造金剛力士 （仁王）像 - 安土桃山时代作 [11] [12]
- 梵鐘 - 鎌倉时代，上有建武四年（1204年）三月廿日的铭文。[13]
- 瑞花雙鸞八稜镜 [14]

烧毀的文化資产
- 木造观音菩薩像 - 原為重要的文化財（國家指定）。供奉在塔頭法花院中，但在2001年被大火烧毁。[15]

## 主要活动
- 正月的第一次祈禱會（1月1日〜3日）
- 节分會（2月3日）
- 桃十日节（8月）
- 甚目寺觀音手作市集（12个月）

## 位置
- 爱知縣海部市甚目寺東門前24番地

## 周围
- 海部市立甚目寺小学
- 甚目寺歷史民俗資料館
- 爱知縣道124號西条清須线

## 交通方式
- 名古屋鐵道 津島線甚目寺駅 下车步行5分钟
- 名古屋第二環狀自動車道 甚目寺北IC或甚目寺南IC往東約5分钟

## 其他
- 1283年（弘安 6年）， 一遍上人從鎌倉往京都途中，曾拜访此地， 進行了踊念佛。

## 註腳
1. ↑  根據寺傳、丹羽稿本記載，是推古天王6年，但這是錯誤的。（『甚目寺町史』pp.406 - 407）。
2. ↑  根據加藤稿本（『甚目寺町史』p.408）
3. ↑  此記載根據加藤稿本，其他寺傳包括曾被賜予「法皇寺」三字匾額（『甚目寺史』p.410）。
4. ↑  關於此日期，諸說紛紜（『甚目寺町史』p.410）。
5. ↑  甚目寺南大门 （页面存档备份，存于） ，爱知縣
6. 1 2  甚目寺三重塔・东门 （页面存档备份，存于） ，爱知縣
7. ↑  絹本著色不动尊像 （页面存档备份，存于） ，爱知縣
8. ↑  絹本著色佛涅槃图 （页面存档备份，存于），爱知縣
9. ↑  「新指定の文化財」『月刊文化財』585号、第一法規、2012。
10. ↑  木造愛染明王座像 （页面存档备份，存于） ，爱知縣
11. ↑  根據寺傳，之前據說是鎌倉時代運慶的作品 ，但在2011年解体修復中，在阿形雕像發現了安土桃山時代慶長2年(1597)的年號和佛師2人的姓名，以及「奉造立甚目寺仁王大檀那藤原朝臣福嶋左衛門大夫正則敬白」、「寺中安全之助也」等墨跡
12. ↑  木造仁王像 （页面存档备份，存于） ，爱知縣
13. ↑  梵鐘 （页面存档备份，存于） 爱知縣
14. ↑  瑞花雙鸞八稜镜 （页面存档备份，存于） ，爱知縣
15. ↑  重要文化財指定解除的公告，為平成13年6月22日文部科学省告示第117号。觀音菩薩像的所有人名義改為塔頭成就院。

## 外部連結
- 凤凰山甚目寺官方HP （页面存档备份，存于）
- 日本爱知的官方网站：文化財導航爱知 （页面存档备份，存于）